# Mírkovice
Mírkovice (německy Mirkowitz) jsou malá vesnice, část města Hostouň v okrese Domažlice v Plzeňském kraji. Nachází se 2,5 kilometru severovýchodně od Hostouně. Mírkovice jsou také název katastrálního území o rozloze 2,28 km².

## Historie
První písemná zmínka o vesnici pochází z roku 1379.

## Obyvatelstvo
| Rok            | 1869 | 1880 | 1890 | 1900 | 1910 | 1921 | 1930 | 1950 | 1961 | 1970 | 1980 | 1991 | 2001 | 2011 | 2021 |
| -------------- | ---- | ---- | ---- | ---- | ---- | ---- | ---- | ---- | ---- | ---- | ---- | ---- | ---- | ---- | ---- |
| Počet obyvatel | 183  | 182  | 171  | 163  | 170  | 160  | 162  | 62   | 61   | 42   | 26   | 22   | 14   | 29   | 10   |
| Počet domů     | 28   | 29   | 29   | 30   | 30   | 30   | 34   | 21   | 21   | 10   | 9    | 11   | 10   | 12   | 13   |

## Obecní správa
Při sčítání lidu v letech 1850–1959 Mírkovice byly samostatnou obcí v okrese Horšovský Týn (v letech 1850–1910 Horšův Týn). Od roku 1960 jsou částí města Hostouň v okrese Domažlice. V letech 1850–1879 k obci patřilo Svržno.

## Další fotografie

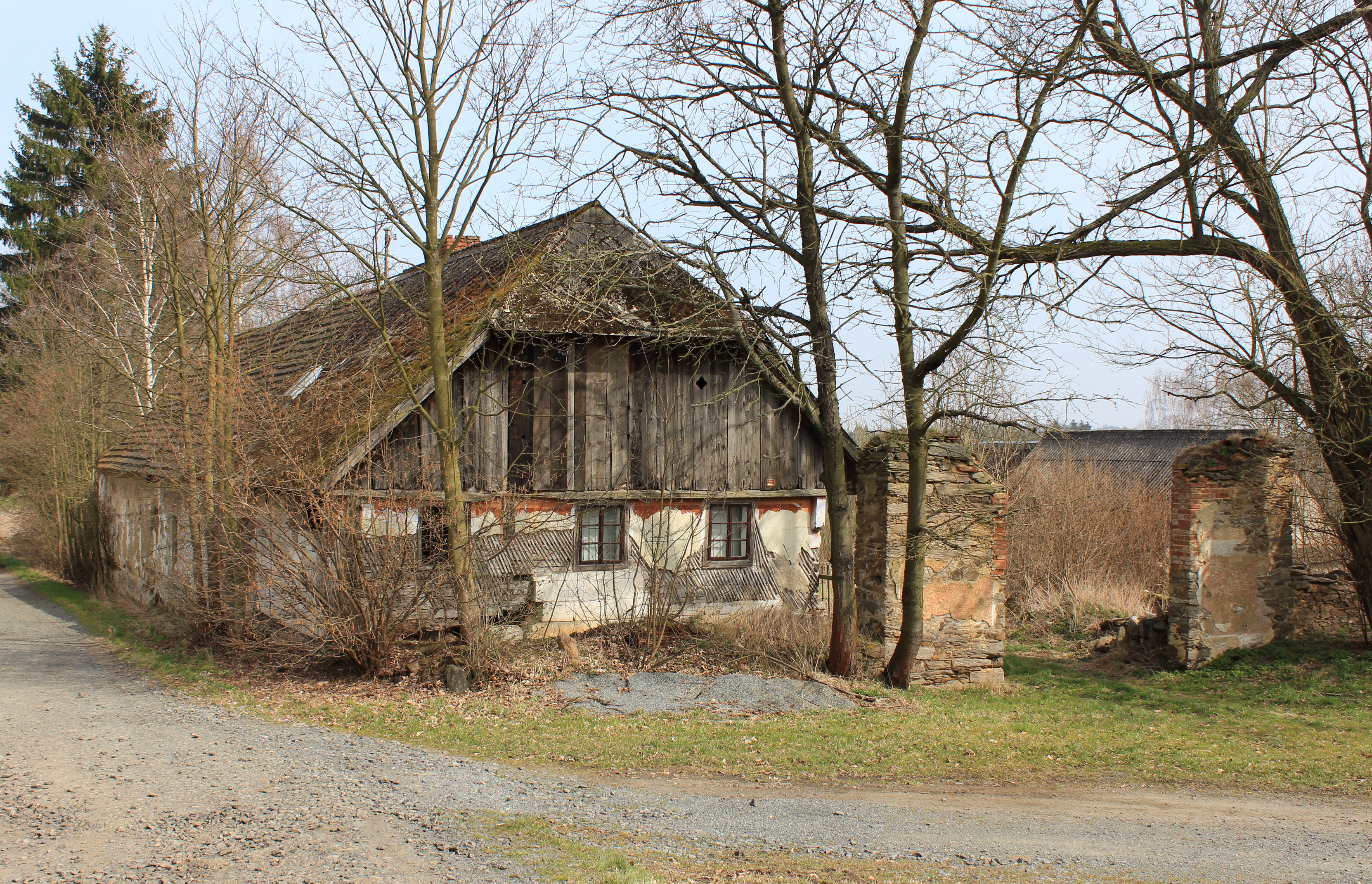
Rozpadající se roubenka
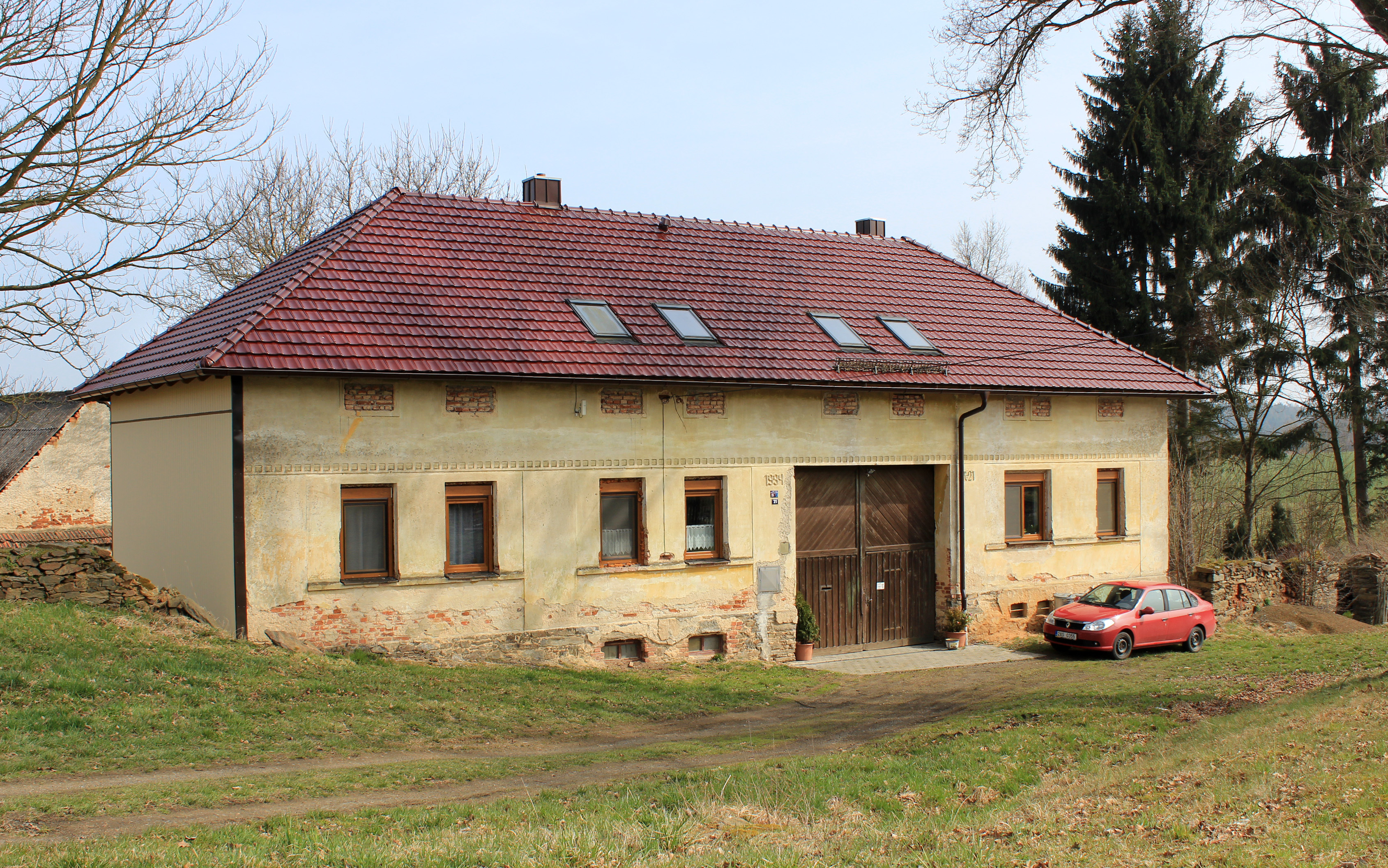
Dům čp. 21
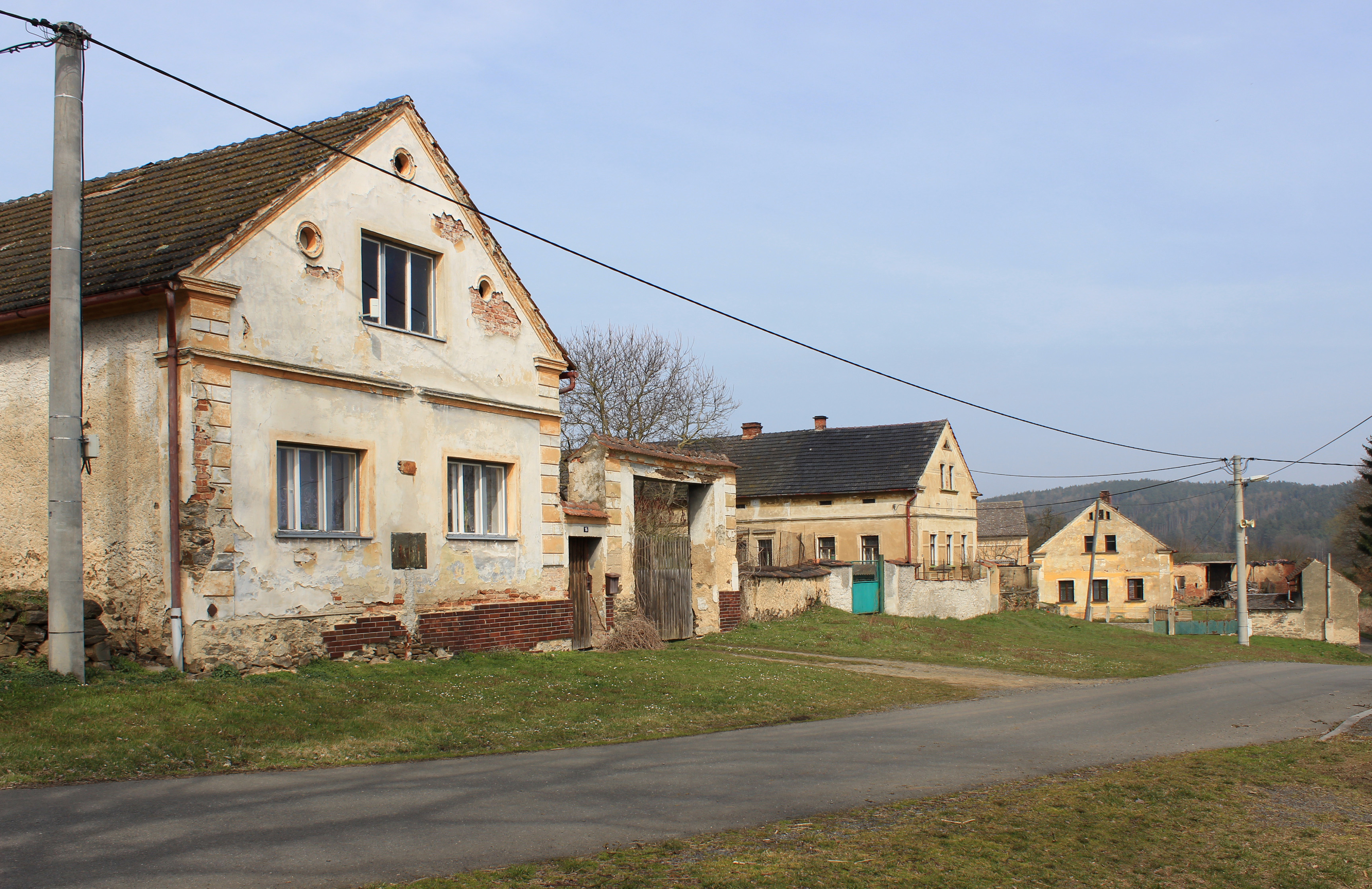
Náves